# 韦讷-代沃吕站
韦讷-代沃吕站，简称韦讷站，是法国的一个铁路车站，位于法国东南部市镇韦讷。"代沃吕"是附近山区的名字。

## 位置
韦讷-代沃吕站位于韦讷城区西部，车站呈东西走向，开口朝北。站内设有售票窗口和自动售票机，站外则为出租车上下客点、长途汽车站和停车场。

## 车站历史
韦讷-代沃吕站位于法国东南部，历史上曾为法国重要的区域性铁路枢纽之一。随着私家车的普及，韦讷站的旅客数量已大不如以前，但其在法国铁路网中的重要性仍然不可忽视。

## 停靠线路
以下列车线路在韦讷-代沃吕站停靠：
| 韦讷-代沃吕站列车线路表                 |                    |                    |               |              |
| 线路                                    | 车种               | 上一站             | 下一站        | 大致运行频率 |
| 巴黎—布里扬松                           | INTERCITÉS de nuit | 迪瓦地区吕克       | 加普          | 每天1趟      |
| 马赛—加普/布里扬松                      | TER                | 塞尔               | 加普          | 每天5趟左右  |
| 罗芒-佩阿日堡/瓦朗斯—韦讷/加普/布里扬松 | TER                | 迪瓦地区吕克       | （终点）/加普 | 每天7趟左右  |
| 格勒诺布尔—韦讷/加普/布里扬松           | TER                | 比埃什河畔阿斯普尔 | （终点）/加普 | 每天6趟左右  |
| 1.                                      |                    |                    |               |              |

## 配套交通

### 大巴车
韦讷-代沃吕站对应的大巴车汽车站就在车站门口，站房前有时刻表。
| 停靠韦讷-代沃吕站的大巴车 |                                   |                                                                    |
| 上下车地点                | 运营单位                          | 主要目的地                                                         |
| 韦讷-代沃吕站门口         | 普罗旺斯城际客运 LER              | 迪涅莱班、加普、锡斯特龙                                           |
| 韦讷-代沃吕站门口         | 上阿尔卑斯省城际客运 05 Voyageurs | 加普、塞尔、蒙莫尔、罗桑                                           |
| 韦讷-代沃吕站门口         | SNCF                              | 当某条铁路线施工或罢工时，SNCF可能会提供途径该线路沿途站点的大巴车 |
| 1. 2. 3.                  |                                   |                                                                    |

### 市内交通
由于韦讷市区面积较小，人口也不多，故而暂未开行公交车。从韦讷-代沃吕站出发，向东步行大约300米即进入韦讷的主城区。

## 临近车站
| 韦讷-代沃吕站（Gare de Veynes-Dévoluy） |                   |          |
| 上行车站                                | 线路              | 下行车站 |
| 比埃什河畔阿斯普尔站                    | 里昂—马赛铁路     | 塞尔站   |
| （起点）                                | 韦讷—布里扬松铁路 | 加普站   |
| - 本表仅显示运营中的线路及车站          |                   |          |